# Gare de Rebecq
La gare de Rebecq est une gare ferroviaire belge, fermée, de la ligne 115, de Braine-l’Alleud à Rognon, via Tubize située sur la commune de Rebecq, dans la province du Brabant wallon en Région wallonne.

## Situation ferroviaire
La gare de Rebecq était établie au point kilométrique (PK) 20,6 de la ligne 115, de Braine-l’Alleud à Rognon, via Tubize, entre la gare de Quenast (fermée aux voyageurs) et celle de Rognon (fermée à tous trafics commerciaux).
Le chemin de fer touristique à voie étroite Rail Rebecq Rognon a remis en service une partie de la ligne 115 entre les anciennes gares de Rebecq et Rognon ; le terminus de Rebecq se situe toutefois de l'autre côté du passage à niveau de la rue du Pont et non face à l'ancien quai.

## Histoire
La première gare à Rebecq est celle de Rognon (nommée Rebecq-Rognon jusqu'en 1982), ouverte le 5 janvier 1867 sur le chemin de fer de Gand à Braine-le-Comte (actuelles lignes 122 et 123.
L'État belge concède en 1870 à la Compagnie des Bassins Houillers du Hainaut une série de lignes parmi lesquelles figure un chemin de fer de Lembecq à Rebecq et Rognon (future section de Tubize à Rognon de la ligne 115. La section de Tubize à Quenast est terminée en premier (1er juillet 1872) puis, le 15 novembre 1879, la ligne est prolongée jusque Rebecq-Rognon avec une gare dans le centre de Rebecq.
La gare de Rebecq-Village, renommée Rebecq en 1882, comporte un bâtiment des recettes et des installations pour le déchargement des marchandises.
La SNCB supprime les trains de voyageurs entre Tubize et Rognon à partir du 1er octobre 1961 ; la section de Quenast à Rognon est fermée aux trains de marchandises le 1er janvier 1963, les rails sont retirés en 1964.
Constituée en 1972, l'association Rail Rebecq Rognon a reposé une voie étroite de 600 mm sur une section de l'ancienne ligne 115 entre Rebecq et Rognon avec des ateliers près du pont sur la Senne et une collection de locomotives diesel et à vapeur.

## Patrimoine ferroviaire
Le bâtiment de la gare correspond à une version tardive du plan type 1873 des Chemins de fer de l'État belge. L'association Rail Rebecq Rognon y accueille les voyageurs. Construit entièrement en briques sans enduit et doté d'une une aile basse avec cinq percements (trois larges portes et deux fenêtres plus étroites), il était identique à celui de la gare de Quenast (en partie démoli). Les autres bâtiments de ce type sur les lignes 115 et 106 (Clabecq, Braine-le-Château, Ronquières, etc.) n'ont que quatre travées égales sur cette aile principale.
Une voiture M2 de première classe datant de 1958-1960 est installée en face de l'ancien quai et sert de restaurant.